# Norda-MG.Kvis/Saison 2016
Dieser Artikel listet Erfolge und Fahrer des Radsportteams Norda-MG.Kvis in der Saison 2016 auf.

## Abgänge – Zugänge
| Zugänge                         | Team 2015      | Abgänge            | Team 2016            |
| ------------------------------- | -------------- | ------------------ | -------------------- |
| Niccolo Salvietti               | Neoprofi       | Luca Muffolini     | Unbekannt            |
| Giacomo Giuliani                | Neoprofi       | Mateusz Dubienicki | Unbekannt            |
| Francesco Labbrozzi             | Neoprofi       | Giampaolo Moreno   | Unbekannt            |
| Andrea Genga                    | Neoprofi       | Emiliano Faieta    | Unbekannt            |
| Loris Gentile                   | Neoprofi       | Alessio Lanzano    | Unbekannt            |
| Evgeny Zverkov                  | Neoprofi       | Matteo Monti       | Unbekannt            |
| Stefano Nardelli                | Unieuro Wilier | Antonio Santoro    | Meridiana Kamen Team |
| Alessandro Baldoni (ab 1. Juni) | Neoprofi       |                    |                      |
| Paolo Toto (ab 1. Juli)         | Neoprofi       |                    |                      |

## Mannschaft
| Teamkader 2016                            | Teamkader 2016     | Teamkader 2016 | Teamkader 2016            |
| Name                                      | Geburtsdatum       | Land           | Vorheriges Team           |
| ----------------------------------------- | ------------------ | -------------- | ------------------------- |
| Alessandro Baldoni                        | 13. September 1997 | Italien        |                           |
| Gian Marco Di Francesco                   | 2. August 1989     | Italien        |                           |
| Nicola Gaffurini                          | 15. Dezember 1989  | Italien        |                           |
| Michele Gazzara                           | 27. September 1990 | Italien        |                           |
| Andrea Genga                              | 22. Juni 1997      | Italien        |                           |
| Loris Gentile                             | 13. Oktober 1997   | Italien        |                           |
| Giacomo Giuliani                          | 1. Juli 1996       | Italien        |                           |
| Francesco Labbrozzi                       | 22. Juni 1997      | Italien        |                           |
| Stefano Nardelli                          | 29. November 1993  | Italien        | Unieuro Wilier (2015)     |
| Matteo Occhialini                         | 5. Februar 1995    | Italien        |                           |
| Raffaele Radice                           | 21. Juni 1996      | Italien        |                           |
| Niccolò Salvietti                         | 3. November 1993   | Italien        |                           |
| Michele Scartezzini                       | 10. Januar 1992    | Italien        | Astana Continental (2014) |
| Andrea Tomassini                          | 15. September 1996 | Italien        |                           |
| Fabio Tuzi                                | 3. Januar 1995     | Italien        |                           |
| Evgeny Zverkov                            | 2. Februar 1993    | Russland       | Itera-Katusha (2014)      |
| Paolo Totò (1. Jul.–31. Dez.)             | 22. Januar 1991    | Italien        |                           |
|                                           |                    |                |                           |
| Quellen: ProCyclingStats Cycling Archives |                    |                |                           |

Anmerkung: Alessandro Baldoni